# Grünwald Béla
Bártfai Grünwald Béla Ferenc József (Szentantal, 1839. december 2. – Courbevoie, Franciaország, 1891. május 4.) magyar politikus, publicista, történész, a Magyar Tudományos Akadémia tagja.

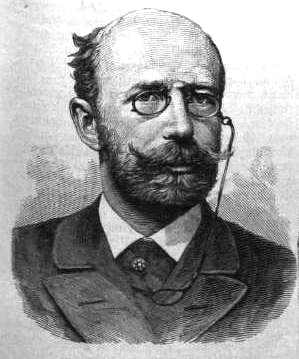
Grünwald Béla 1880. évi arcképe a Vasárnapi Ujságban

## Származása, tanulmányai
Apja bártfai Grünwald Ágoston, a Coburg hercegi család gazdatisztje volt, német nemzetiségű, a Bártfát alapító egyik tekintélyes Cipszer – szász családból származott, anyja Majovszky Johanna lengyel felmenőkkel rendelkezett. A jó anyagi helyzetben nevelkedő Grünwald Béla a Felvidéken elvégzett középiskolai tanulmányok után jogot végzett Pesten, majd 1864-1865 során több nyugat-európai országban tanulmányutat tett. Járt a párizsi, a berlini, a heidelbergi egyetemekre, ügyvédi oklevelet szerzett és filozófiai előadásokat hallgatott. Néhány Belgiumban és Franciaországban töltött hónap után 1865-ben tért vissza szülei besztercebányai házába.

## Pályafutása
A kiegyezés után lépett hivatalba, Zólyom vármegye főjegyzője, majd 1871-től alispánja, az 1878-as választásoktól kezdve (haláláig) Besztercebánya képviselője volt előbb a Szabadelvű Párt színeiben, majd függetlenként, végül pedig a Mérsékelt Ellenzék soraiban. Nevét 1874-ben ismerte meg az ország, mikor az ő kezdeményezésére a felvidéki vármegyék mozgalma során a kormány a Matica slovenská és három szlovák gimnázium (Turócszentmártonban, Nagyrőcén és Znióváralján) bezárását rendelte el, mivel ott – indoklása szerint – „pánszláv propaganda” folyt. Grünwald neve ezzel fogalommá vált: a „grünwaldizmus” ettől kezdve a kisebbségekkel (elsősorban a szlovákokkal) szemben követett erőskezű, a jogokat lehető legszűkebben értelmező nemzetiségi politikát jelölte. Mivel nézeteivel kisebbségben maradt pártjában, onnét 1880-ban kilépett és az Apponyi Albert-féle Mérsékelt Ellenzékhez csatlakozott. Híve volt a közigazgatás államosításának, a polgári központosításnak, de küzdött a nemzetiségek erőszakos magyarosításáért is.
Elképzeléseinek középpontjában a „magyar állam konszolidációja” állt, s ezért közigazgatás-jogi munkáiban elemezte a rendi berendezkedés adta viszonyokat. Grünwald szorgalmazta a vármegye és az állam új alapokra helyezését, a mellérendeltség megszüntetését. Nem erőszakos úton képzelte el az asszimilációt és a magyar térnyerést, hanem egy „hazafias, liberális kormány" élén álló szilárd akaratú, öntudatos államférfi vezetésével. Grünwald úgy látta, hogy a polgári fejlődés hiányosságainak pótlása meghozza a „demokráciát”. Véleménye szerint a polgárosodást, az erős magyar polgári középosztályt a centralizált, szilárd magyar nemzetállam felülről irányítva teremheti meg. Ám a liberalizmus és nacionalizmus ellentétében az utóbbit részesítette előnyben. „Inkább áldozzunk fel néhány szabadelvűnek látszó intézményt – mondta – azért, hogy utódaink egy erős magyar államot kapjanak, ami jobb, mintha szabadelvűségünket hagynánk az utókorra, a magyar állam nélkül”.
A képviselőházban azonban Grünwald nem tudta tettekre váltani elgondolásait: a hatvanhetes kormánypártból is ezért lépett ki, ám az ellenzék még ennyi esélyt sem nyújtott számára.
Saját pártjában, a hatvanhetes ellenzék körében is egyre inkább a partvonalra szorult. Programja nem nyert általános tetszést. Szilágyi Dezső (az Apponyi-féle ellenzéki párt volt közigazgatási szakértője) 1886-ban visszalépvén a kormánypártba, a vármegyék érinthetetlenségének platformján álló függetlenségi ellenzék felé tett lépéseket. A politikailag ellehetetlenült Grünwald ekkor fordult a történetírás felé. Első művéért, az 1888-ban megjelent A régi Magyarország címűért a Magyar Tudományos Akadémia levelező tagjának választotta. 1890-ben pedig Az új Magyarország címmel Széchenyiről írt könyvet.
Demokrata sem lehetett az ekkori magyarországi viszonyok között az, aki nem volt nemes, s ezért maga is – ősei érdemeire és szász nemességére hivatkozva – nemességért folyamodott, amit minden nehézség nélkül meg is kapott I. Ferenc József magyar királytól 1889. április 22-én.
A kilencvenes évek elejére teljesen elszigetelődött politikailag, történetírói munkáit nem ismerte el a hivatalos történetírói kör, s magánéleti gondjai mellett egészsége is megrendült. Az önmagával meghasonlott, betegségével küszködő Grünwald 1891. május 4-én Párizsban, romantikus regényhőshöz illő módon öngyilkos lett. Mielőtt a Szajna-parton főbe lőtte magát, táviratot adott fel pártvezére, Apponyi Albert, a Mérsékelt Ellenzék vezetője címére: „Grünwald Béla Párizsban meghalt” szöveggel. Halálhíre nagy megdöbbenést keltett.
A Montmartre temetőjében helyezték nyugalomra, sírkövén az alábbi mondat áll: „Itt nyugszik Grünwald Béla, a magyar állameszme törhetetlen apostola.”
Sorsát és működését Tolnai Lajos, Komjáthy Jenő, Péterfy Jenő, Reviczky Gyula sorsáéhoz hasonlítják.
(A 19. század végén) Programja arra példa, hogy a liberalizmus és nacionalizmus összebékítése már korántsem volt oly problémamentes, mint ahogy az 1848 vagy akár 1860 előtt látszott.

## Művei
- Közigazgatásunk és a magyar nemzetiség (Bp., 1874) REAL-EOD
- Közigazgatásunk és a szabadság (Bp., 1876)
- A Felvidék (Bp., 1878)
- A törvényhatósági közigazgatás kézikönyve (I–III. Bp., 1880. bővítve I–IV. 1889)
- Kossuth és a megye. Válasz Kossuth Lajosnak (Bp., 1885)
- A régi Magyarország, 1711–1825. Franklin Társulat, Budapest, 1888. REAL-EOD
- Az uj Magyarország. Gróf Széchenyi István. Budapest, 1890
- Mocsáry Lajos: Régi magyar nemes. Észrevételek Grünwald Béla munkájára. (Mocsáry Lajos kritikája)

## Szépirodalmi mű róla
- Szomory Dezső: A párizsi regény (Budapest, 1929)